# Маріо Лудовіко Бергара
Маріо Лудовіко Бергара (ісп. Mario Ludovico Bergara, 1 грудня 1937, Монтевідео — 28 лютого 2001) — уругвайський футболіст, що грав на позиції нападника. Виступав, зокрема, за клуб «Насьйональ», а також національну збірну Уругваю.
У складі збірної — володар Кубка Америки. 

## Клубна кар'єра
У дорослому футболі дебютував 1956 року виступами за команду «Расінг» (Монтевідео) в Прімера Дивізіоні, в якій провів п'ять сезонів. Своєю грою за цю команду привернув увагу представників тренерського штабу клубу «Насьйональ», до складу якого приєднався 1961 року. Відіграв за команду з Монтевідео наступні три сезони своєї ігрової кар'єри. Завдяки прихильності тренера Зезе Морейри, Бергара провів найкращий період в кар'єрі починаючи з 1963 року. У 1964 році «Насьйональ» взяв участь у фіналі Кубку американських чемпіонів, в якому уругвайський клуб поступивський аргентинський «Індепендьєнте». Маріо зіграв у першому фінальному матчі у стартовому складі. З 1965 по 1966 рік знову виступав за «Расінг» (Монтевідео). У 1967 році перебрався в «Монтевідео Вондерерс». На той час відновив навчання в університеті. Після завершення кар'єри працював у Національному комітеті фінансів за часів президента Данте Іокко. У 1968 році повернувся до «Расінга», де наступного року завершив кар'єру гравця.

## Виступи за збірну
У футболці національної збірної Уругваю дебютував 6 грудня 1959 року в поєдинку проти Еквадору. У складі збірної учасник Чемпіонату Південної Америки 1959 року в Еквадорі, здобувши того року титул континентального чемпіона (зіграв у чотирьох матчах, відзначився 4-ма голами та став найкращим бомбардиром турніру), а також чемпіонату світу 1962 року у Чилі. На мундіалі зіграв в одному поєдинку (програному, 1:3) групового етапу проти Югославії. Востаннє футболку збірної одягав 4 грудня 1965 року в поєдинку проти Радянського Союзу. Загалом протягом кар'єри у національній команді, яка тривала 7 років, провів у її формі 15 матчів, забивши 6 голів.
Помер 28 лютого 2001 року на 64-му році життя.

## Досягнення
«Насьйональ»
- Прімера Дивізіон Уругваю
  -  Чемпіон (1): 1963

- Кубок Лібертадорес
  -  Фіналіст (1): 1964

збірна Уругваю
- Кубок Америки
  -  Володар (1): 1959 (Еквадор)